# Internationaux de Strasbourg 2018
Internationaux de Strasbourg 2018 byl tenisový turnaj pořádaný jako součást ženského okruhu WTA Tour, který se odehrával na otevřených antukových dvorcích městského areálu Tennis Club de Strasbourg. Probíhal mezi 20. až 26. květnem 2018 ve francouzském Štrasburku jako třicátý druhý ročník turnaje.
Turnaj s rozpočtem 250 000 dolarů patřil do kategorie WTA International Tournaments. Nejvýše nasazenou hráčkou ve dvouhře se stala světová osmnáctka Ashleigh Bartyová z Austrálie. Jako poslední přímá účastnice do dvouhry nastoupila venezuelská 247. hráčka žebříčku Andrea Gámizová.
Dvanáctý singlový titul na okruhu WTA Tour získala 26letá Ruska Anastasija Pavljučenkovová, která ve finále trvajícím 3.35 hodin odehrála nejdelší zápas proběhlé části sezóny 2018. Premiérovou společnou trofej ze čtyřhry túry WTA si odvezla rumuská dvojice Mihaela Buzărnescuová a Ioana Raluca Olaruová.

## Distribuce bodů a finančních odměn

### Distribuce bodů
| Soutěž  | vítězky | finalistky | semifinalistky | čtvrtfinalistky | 16 v kole | 32 v kole | Q  | Q2 | Q1 |
| ------- | ------- | ---------- | -------------- | --------------- | --------- | --------- | -- | -- | -- |
| dvouhra | 280     | 180        | 110            | 60              | 30        | 1         | 18 | 12 | 1  |
| čtyřhra | 280     | 180        | 110            | 60              | 1         | —         | —  | —  | —  |

### Finanční odměny
| Soutěž                                | vítězky | finalistky | semifinalistky | čtvrtfinalistky | 16 v kole | 32 v kole | Q2   | Q1   |
| ------------------------------------- | ------- | ---------- | -------------- | --------------- | --------- | --------- | ---- | ---- |
| dvouhra                               | €34 677 | €17 258    | €9 274         | €4 980          | €2 742    | €1 694    | €823 | €484 |
| čtyřhra                               | €9 919  | €5 161     | €2 770         | €1 468          | €774      | —         | —    | —    |
| částky ve čtyřhře jsou uváděny na pár |         |            |                |                 |           |           |      |      |

## Ženská dvouhra

### Nasazení
| Stát                           | Hráčka                     | WTA | Nasazení |
| ------------------------------ | -------------------------- | --- | -------- |
| Austrálie                      | Ashleigh Bartyová          | 18. | 1.       |
| Austrálie                      | Darja Gavrilovová          | 24. | 2.       |
| Rusko                          | Anastasija Pavljučenkovová | 29. | 3.       |
| Rumunsko                       | Mihaela Buzărnescuová      | 33. | 4.       |
| Slovensko                      | Dominika Cibulková         | 34. | 5.       |
| Maďarsko                       | Tímea Babosová             | 38. | 6.       |
| USA                            | Danielle Collinsová        | 47. | 7.       |
| Čínská Tchaj-pej               | Sie Šu-wej                 | 50. | 8.       |
| Žebříček WTA k 14. květnu 2018 |                            |     |          |

### Jiné formy účasti
Následující hráčky obdržely divokou kartu do hlavní soutěže:
- Dominika Cibulková
- Fiona Ferrová
- Lucie Šafářová

Následující hráčka nastoupila do hlavní soutěž pod žebříčkovou ochranou:
- Réka Luca Janiová

Následující hráčky postoupily z kvalifikace:
- Kaia Kanepiová
- Marina Melnikovová
- Tereza Mrdežová
- Chloé Paquetová
- Katarzyna Piterová
- Camilla Rosatellová

Následující hráčky postoupily z kvalifikace jako tzv. šťastné poražené:
- Luksika Kumkhumová
- Jelena Rybakinová

### Odhlášení
před zahájením turnaje
- Catherine Bellisová → nahradila ji  Magda Linetteová
- Alizé Cornetová → nahradila ji  Réka Luca Janiová
- Camila Giorgiová → nahradila ji  Luksika Kumkhumová
- Beatriz Haddad Maiová → nahradila ji  Sachia Vickeryová
- Aleksandra Krunićová → nahradila ji  Amandine Hesseová
- Monica Niculescuová → nahradila ji  Jelena Rybakinová
- Mónica Puigová → nahradila ji  Natalja Vichljancevová
- Aryna Sabalenková → nahradila ji  Sofia Keninová
- Donna Vekićová → nahradila ji  Jennifer Bradyová
- Jelena Vesninová → nahradila ji  Pauline Parmentierová

## Ženská čtyřhra

### Nasazení
| Stát                                                                       | Hráčka              | Stát      | Hráčka                | WTA  | Nasazení |
| -------------------------------------------------------------------------- | ------------------- | --------- | --------------------- | ---- | -------- |
| Čínská Tchaj-pej                                                           | Čan Chao-čching     | Čína      | Jang Čao-süan         | 39.  | 1.       |
| Japonsko                                                                   | Šúko Aojamová       | Česko     | Renata Voráčová       | 67.  | 2.       |
| Ukrajina                                                                   | Nadija Kičenoková   | Austrálie | Anastasia Rodionovová | 91.  | 3.       |
| Gruzie                                                                     | Oxana Kalašnikovová | Rusko     | Alla Kudrjavcevová    | 105. | 4.       |
| Žebříček WTA k 14. květnu 2018; číslo je součtem umístění obou členek páru |                     |           |                       |      |          |

## Přehled finále

### Ženská dvouhra
- Anastasija Pavljučenkovová vs.  Dominika Cibulková, 6–7(5–7), 7–6(7–3), 7–6(8–6)

### Ženská čtyřhra
- Mihaela Buzărnescuová /  Ioana Raluca Olaruová vs.  Nadija Kičenoková /  Anastasia Rodionovová, 7–5, 7–5